# Leopoldo Brenes
Leopoldo José Brenes Solórzano (Ticuantepe, 7. ožujka 1949.), je nikaragvanski rimokatolički kardinal i nadbiskup Manague.

## Životopis
Leopoldo Brenes rođen je u Ticuantepeu, 7. ožujka 1949. godine. Za svećenika je zaređen 16. kolovoza 1974. Nadbiskup je Manague od 2005. godine. Prije toga obnašao je dužnost biskupa Matagalpe od 1991. do 2005. godine. U razdoblju od 2005. do 2011. bio je predsjednik Biskupske konferencije Nikaragve. 
Diplomirao je teologiju na Papinskom Lateranskom sveučilištu. Papa Franjo, 22. veljače 2014., zajedno s 18 drugih, ga je imenovao u kardinalski zbor. Za svoje geslo uzeo je Poslao Si me (lat. Tu me misisti).